# Pierangelo Maset
Pierangelo Maset (* 18. September 1954 in Kassel) ist ein deutscher Autor, Musiker und Hochschullehrer.

## Leben und Werk
Pierangelo Maset studierte Kunst/Visuelle Kommunikation, Philosophie, Anglistik und Soziologie in Kassel, Göttingen, Berlin und Hamburg. Er veröffentlichte zahlreiche Beiträge zur Kunstvermittlung sowie forschte und lehrte von 2001 bis 2022 als Professor für Kunst und ihre Vermittlung an der Universität Lüneburg. Sein Erstlingsroman Klangwesen erschien 2005 im Kookbooks-Verlag, zwei Jahre später folgte Laura oder die Tücken der Kunst, das 2007 für den Deutschen Buchpreis nominiert wurde.
Seit Ende der 1970er führt Maset Ausstellungen, Lesungen und Performances durch, gilt darüber hinaus als Mitbegründer des HYDE-Kartells in Berlin. In den 1980er Jahren veröffentlichte er mehrere Schallplatten mit unterschiedlichen Bands, darunter als Mitglied der ersten deutschen Rap-Band Dr. Misch. Die Platte Fakten sind Terror der Band ExKurs wurde 2004 neu als CD aufgelegt. Seit 2006 ist er Chefredakteur der Kulturzeitschrift Das PLATEAU. Maset publiziert in den Gebieten Kunst, Ästhetische Bildung, Ästhetik und Kunstvermittlung.

## Veröffentlichungen

### Prosa
- Klangwesen. Kookbooks, Idstein 2005
- Laura oder die Tücken der Kunst. Kookbooks, Idstein 2007
- Beauty Police. Kookbooks, Berlin 2013

### Wissenschaft (Auswahl)
- zusammen mit Martina Koch (Hrsg.): Konservierung. Sammlung zur gleichnamigen Ausstellung von Vera Bourgeois, Martina Koch und Pierangelo Maset, 1994/1995 in Gießen, Hamburg, Berlin und Kassel. Kellner, Hamburg 1994.
- Ästhetische Bildung der Differenz. Kunst und Pädagogik im technischen Zeitalter. Zugleich Dissertation. Radius, Stuttgart 1995.
- Pädagogische und psychologische Aspekte der Medienästhetik. (Hrsg.), Leske u. Budrich, Opladen 1999.
- zusammen mit Michael Lingner u. Hubert Sowa (Hrsg.): Ästhetisches Dasein. Hamburg 1999.
- Praxis Kunst Pädagogik. Ästhetische Operationen in der Kunstvermittlung. Edition Hyde, Lüneburg 2001 u. 2002 (2. Auflage).
- zusammen mit Bernhard Balkenhol u. Heiner Georgsdorf (Hrsg.): XXD11. Über Kunst und Künstler der Gegenwart – Ein NachLesebuch zur Documenta 11. University Press, Kassel (2003).
- Ästhetische Operationen und kunstpädagogische Mentalitäten. Hamburg 2005.
- zusammen mit Rebekka Reuter u. Hagen Steffel (Hrsg.): Corporate Difference. Formate der Kunstvermittlung. Lüneburg 2006.
- zusammen mit Kunstraum Tosterglope (Hrsg.): Die Landung. Projekte der Kunstvermittlung. Tosterglope 2009.
- Geistessterben. Eine Diagnose. Radius, Stuttgart 2010.
- Ästhetische Bildung der Differenz. Wiederholung 2012. Lüneburg 2012.
- Wörterbuch des technokratischen Unmenschen. Radius, Stuttgart 2013.

## Tonträger
- Modern Entertainment: The Modern Entertainment EP (1980)
- Dr. Misch: Dr. Misch / Das war 1980 Rap (1980)
- Exkurs: Fakten sind Terror (1981)
- Sampler Schicke Tanzbewegungen auf Mikrorillen: Exkurs – Fakten sind Terror, Steril und Natur (1982)
- Sampler Die neue Deutsche Welle ist Da Da Da: Exkurs – Warten, Bewegung (1982)
- Kings of Crisis: Berlin House (1988)
- Sampler Teutonik Disaster: Exkurs – Fakten sind Terror, Steril und Natur (2002)
- Sampler Teutonik Disaster EP 1: Exkurs – Fakten sind Terror (2003)
- Sampler Teutonik Disaster CD 2: Exkurs – Angst (2003)
- Sampler Teutonik Disaster EP 2: Exkurs – Steril und Angst (2003)
- Sampler Gommagang 2: Exkurs – Fakten sind Terror (2003)
- ExKurs, CD mit Bonustracks: Fakten sind Terror (2004)

## Filme
- London Graffiti (1977)
- Im Zeichen des HYDE I + II (1984–1992)
- Hegel und die Skinnerbox (1995)